# Bitwa pod Iwachnowiczami

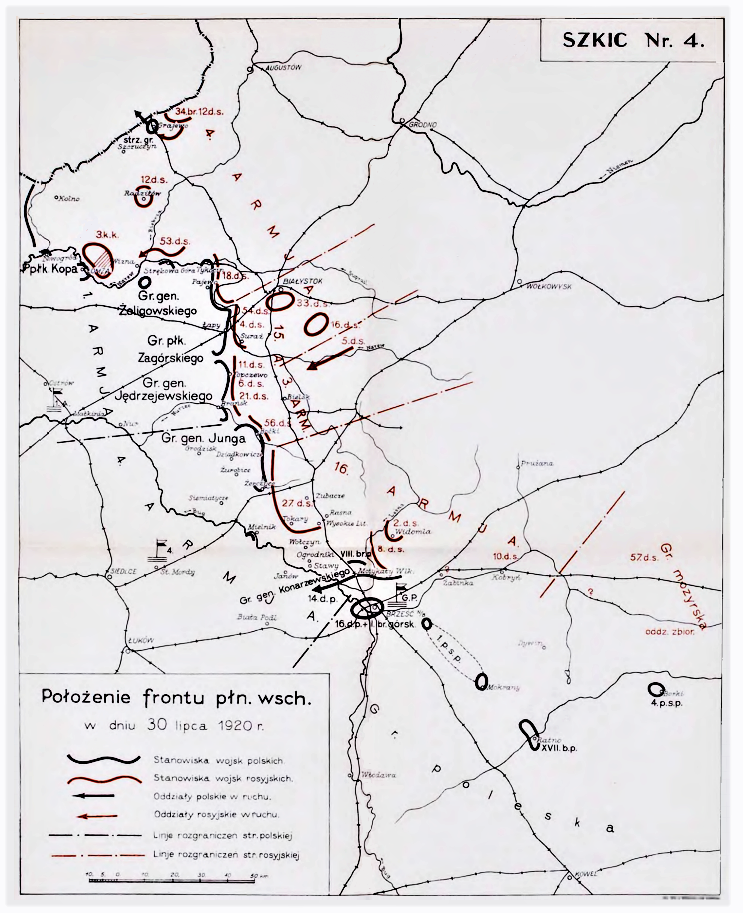
Położenie Frontu Północno-Wschodniego w dniu 30 lipca 1920 r.

Bitwa pod Iwachnowiczami – walki grupy ppłk. Antoniego Szyllinga  z sowiecką 24 Brygadą Strzelców w czasie lipcowej ofensywy Frontu Zachodniego Michaiła Tuchaczewskiego podczas wojny polsko-bolszewickiej.

## Położenie ogólne
W pierwszej dekadzie lipca przełamany został front polski nad Autą, a wojska Frontu Północno-Wschodniego gen. Stanisława Szeptyckiego cofały się pod naporem ofensywy Michaiła Tuchaczewskiego.
Naczelne Dowództwo Wojska Polskiego nakazało powstrzymanie wojsk sowieckiego Frontu Zachodniego na linii dawnych okopów niemieckich z okresu I wojny światowej.
Sytuacja operacyjna, a szczególnie upadek Wilna i obejście pozycji polskich od północy, wymusiła dalszy odwrót wojsk polskich.
1 Armia gen. Gustawa Zygadłowicza cofała się nad Niemen, a 4 Armia nad Szczarę, a Grupa Poleska na Kanał Ogińskiego i Pińsk.
Obrona wojsk polskich na linii Niemna i Szczary również nie spełniła oczekiwań. W walce z przeciwnikiem oddziały polskie poniosły duże straty i zbyt wcześnie zaczęły wycofanie na linię Bugu.
W końcu lipca Front Północno-Wschodni znajdował się w odwrocie na linię Bugu i Narwi. Grupa gen. Władysława Junga została zepchnięta za Narew, a grupa gen. Daniela Konarzewskiego stała między Prużaną a Berezą Kartuską. Między obiema grupami, podległymi 4 Armii, wytworzyła się kilkudziesięciokilometrowa luka, w którą wtargnęły sowieckie 2 i 17 Dywizje Strzelców. Po obu stronach linii kolejowej Łuniniec – Brześć cofała się Grupa Poleska gen. Władysława Sikorskiego. Odwrót wojsk gen. Sikorskiego nie był wymuszony działaniami przeciwnika, ale wydarzeniami na północnym odcinku frontu.
Plan polskiego Naczelnego Dowództwa zakładał, że 1. i 4 Armia oraz Grupa Poleska do 5 sierpnia będą bronić linii Narew – Orlanka oraz Leśna – Brześć i w ten sposób umożliwią przygotowanie kontrofensywy z rejonu Brześcia na lewe skrzydło wojsk Frontu Zachodniego Michaiła Tuchaczewskiego. Rozstrzygającą operację na linii Bug, Ostrołęka, Omulew doradzał też gen. Maxime Weygand.
Warunkiem powodzenia było utrzymanie posiadającej wielkie znaczenie strategiczne Twierdzy Brzeskiej oraz pobicie 1 Armii Konnej Siemiona Budionnego, co umożliwiłoby ściągnięcie nad Bug części sił polskich z Galicji.
30 lipca Front Północno-Wschodni był nadal w odwrocie. Grupa generała Daniela Konarzewskiego częścią sił trzymała  linię rzeki Leśnej pomiędzy Rudawcem i Wistyczami, walcząc z nieprzyjacielską 8 Dywizją Strzelców, a pozostała część grupy walczyła pod Iwachnowiczami.

## Walki pod Iwachnowiczami
W ostatnich dniach lipca 14 Wielkopolska Dywizja Piechoty gen. Daniela Konarzewskiego cofała się na linię Bugu w dwóch grupach. Grupa płk. Antoniego Szyllinga w składzie 57. i 58  pułk piechoty, III batalion 55 pułku piechoty, dywizjon 4 pułku ułanów i dywizjon 14 pułku artylerii polowej maszerowała przez Berezę Kartuską, Kobryń, Żabinkę, a grupa ppłk. Gustawa Paszkiewicza w składzie 56 pułk piechoty, 15 pułk ułanów, II batalion 55 pułku piechoty i dywizjon 14 pułku artylerii polowej  na Wistycze nad Leśną.
28 lipca grupa ppłk. Szyllinga  osiągnęła Żabinkę. Po odpoczynku nocnym  rano następnego dnia grupa wznowiła marsz, Dowódca grupy przyjął ugrupowanie w dwie kolumny. Kolumnę główną stanowiły I i II bataliony 57 pp i 4 p.uł., prawą – III/57 pp, na lewo ubezpieczał I batalion 58 pp. Artylerię rozdzielono na wszystkie kolumny.
W tym czasie sowiecka 8 Dywizja Strzelców kontynuowała pościg równoległy i wyprzedziła oddziały polskie. Jej 24 Brygada Strzelców pod Iwachnowiczami zamknęła drogę odwrotu polskiej grupy taktycznej. Walkę rozpoczął idący w awangardzie I batalion 57 pułku piechoty. Uderzenie na bagnety sowieckiej piechoty zmusiło polskie dowództwo do wprowadzenia kolejnego batalionu. II/ 57 pułku piechoty odparł atak Sowietów, a III/57 pp i I/58 pp lasami obeszły stanowiska 24 Brygady Strzelców od północy i południa. Mimo to sowiecka piechota stawiała skuteczny opór czekając na wsparcie sił głównych macierzystej 8 Dywizji Strzelców.
Zacięte  walki trwały do godzin wieczornych, kiedy to zagrożona otoczeniem 24 Brygada Strzelców wycofała się w lasy.

## Bilans walk
W walach od Iwachnowiczami grupa ppłk. Antoniego Szyllinga straciła około 200 poległych i rannych. W 57 pułku piechoty poległ podporucznik Stanisław Binkowski oraz kilkunastu szeregowych, a ranni zostali: kapitan Karol Świnarski, porucznik Adolf Łojkiewicz, podporucznik Jan Kłoś, podporucznik Gawroński, podchorąży Janusz oraz kilkudziesięciu szeregowych.